# 臺灣美術奉公會
臺灣美術奉公會，簡稱「美奉會」，為台灣在日本統治時期的組織，成立於1943年5月5日。

## 組織
- 會長：山本真平
- 理事
  - 理事長：鹽月桃甫
  - 理事：木下靜涯、立石鐵臣、楊佐三郎、郭雪湖、飯田實雄、李梅樹、宮田晴光（宮田彌太郎）、丸山福太、松本透、李石樵、秋永繼春（廖繼春）、陳澄波、御園生暢哉、林玉山、高梨勝瀞、村上無羅、南風原朝光、西尾善積、田中清汾（陳清汾）、陳進。
- 幹事
  - 幹事長：桑田喜好
  - 幹事：高田、大賀湘雲、岸田清、水谷宗弘、久保田明之。
- 日本畫部
  - 委員長：木下靜涯。
  - 委員有：長谷德和等十五人
- 西畫部
  - 委員長：鹽月桃甫
  - 委員：藍蔭鼎等二十八人